# Saudades de Rock
Saudades de Rock è il quinto album in studio del gruppo musicale statunitense Extreme, pubblicato il 15 luglio 2008 dalla Frontiers Records. Si tratta del primo disco di inediti della band dai tempi di Waiting for the Punchline nel 1995, nonché del primo lavoro registrato con il nuovo batterista Kevin Figueiredo.

## Storia
Il 14 agosto 2007 viene annunciato che il cantante Gary Cherone e Nuno Bettencourt stanno scrivendo nuovo materiale per il primo album pubblicato degli Extreme dopo la reunion. L'intero gruppo si riforma ufficialmente il 26 novembre dello stesso anno.
Il 15 gennaio 2008 Bettencourt svela i primi dettagli riguardo all'album e afferma che le registrazioni sono quasi terminate. Pochi mesi dopo Cherone ammette che secondo lui il disco contiene la miglior performance mai realizzata dalla band.
Il 16 giugno 2008 viene annunciata la data di pubblicazione ufficiale dell'album, mentre il 22 luglio viene presentata in anteprima la canzone Comfortably Dumb.

## Tracce
1. Star – 4:11 (Gary Cherone, Nuno Bettencourt)
2. Comfortably Dumb – 4:44 (Cherone, Bettencourt)
3. Learn to Love – 5:27 (Cherone, Bettencourt, Kevin Figueiredo)
4. Take Us Alive – 3:23 (Cherone, Bettencourt)
5. Run – 4:41 (Cherone, Bettencourt)
6. Last Hour – 5:37 (Cherone, Bettencourt)
7. Flower Man – 3:54 (Cherone, Bettencourt)
8. King of the Ladies – 4:22 (Cherone, Bettencourt, Anthony J. Resta, Carl Restivo)
9. Ghost – 4:58 (Cherone, Bettencourt)
10. Slide – 4:35 (Bettencourt, Figueiredo)
11. Interface – 4:34 (Bettencourt)
12. Sunrise – 6:14 (Cherone, Bettencourt, Figueiredo)
13. Peace (Saudade) – 6:37 (Cherone, Bettencourt)

Traccia bonus nell'edizione europea
1. Americocaine (Demo 1985) – 3:39 (Cherone, Bettencourt, Paul Mangone)

Traccia bonus nell'edizione giapponese
1. Mr. Bates (Demo 1986)

## Formazione
- Gary Cherone – voce
- Nuno Bettencourt – chitarre, tastiere, cori
- Pat Badger – basso, cori
- Kevin Figueiredo – batteria, percussioni

## Classifiche
| Anno | Album / Singolo    | Posizioni massime in classifica | Posizioni massime in classifica | Posizioni massime in classifica | Posizioni massime in classifica | Posizioni massime in classifica |
| Anno | Album / Singolo    | Billboard 200                   | Independent Albums              | Official Albums Chart           | US Hard Rock                    | Billboard AOL Video             |
| ---- | ------------------ | ------------------------------- | ------------------------------- | ------------------------------- | ------------------------------- | ------------------------------- |
| 2008 | Saudades De Rock   | #78                             | #9                              | #80                             | #12                             | -                               |
| 2010 | King of the Ladies | -                               | -                               | -                               | -                               | #4                              |